# SUMPAC
Le Southampton University Man Powered Aircraft (ou SUMPAC) est le premier avion à propulsion humaine à effectuer un décollage et un vol officiellement authentifiés, le 9 novembre 1961. Il est conçu et construit par des étudiants de l'université de Southampton entre 1960 et 1961 pour tenter de remporter le prix Kremer, mais il n'a jamais pu terminer le parcours en « huit » spécifié pour remporter le prix en argent.

## Conception et développement
L'avion est conçu et construit par une équipe d'étudiants diplômés de l'Université de Southampton. Destiné à concourir pour le prix Kremer de 50 000 £ (nécessitant la réussite d'une course d'un mile (1,6 km) « en huit ») Le projet est financé par la Royal Aeronautical Society.
L'avion est de configuration conventionnelle, (à l'exception d'une hélice propulsive montée sur pylône) il est construit en balsa, contreplaqué et alliage d'aluminium . À l'origine recouvert de nylon rempli à l'argent, l'avion arbore désormais un revêtement en plastique transparent sur le fuselage.
Le SUMPAC est propulsé par des pédales et des chaînes pour entraîner une grande hélice à deux pales. Piloté par le célèbre instructeur de vol à voile et pilote d'essai Derek Piggott, son premier vol, le 9 novembre 1961 à l'aérodrome de Lasham, couvre une distance de 70 yards (64 m) et grimpe jusqu'à une hauteur de six pieds (1,8 m). Le vol le plus long effectué était de 650 yards (594 m) s'élevant à une hauteur maximale de 15 pieds (4,6 m). Des virages sont tentés, le meilleur étant celui de 80 degrés. Au total, 40 vols ont été effectués par SUMPAC. Après un crash en 1963 qui causa des dommages à la structure fragile, il est décidé de ne plus piloter l'avion bien qu'il ait été réparé.
Le SUMPAC est actuellement exposé au musée Solent Sky ; il est prêté pendant un certain temps à la Shuttleworth Collection mais réside désormais dans sa ville natale de Southampton.

### Avions de type, configuration et d'époque comparables
- Gossamer Condor
- Gossamer Albatross
- Gerhardt Cycleplane